# Srđ
Srđ är högsta punkten på en höjdsträckning strax norr om Dubrovnik i sydligaste Kroatien som nära följer kustlinjen. Srđ når 415 meter över havet, som är uppkallad efter stadens tidigare skyddshelgon, helige Sergius (Sveti Srđ), och är idag en turistattraktion som erbjuder panoramavy över Dubrovniks historiska stadskärna. Srđ och Dubrovnik är förbundna via linbanan Srđ. 

## Historik

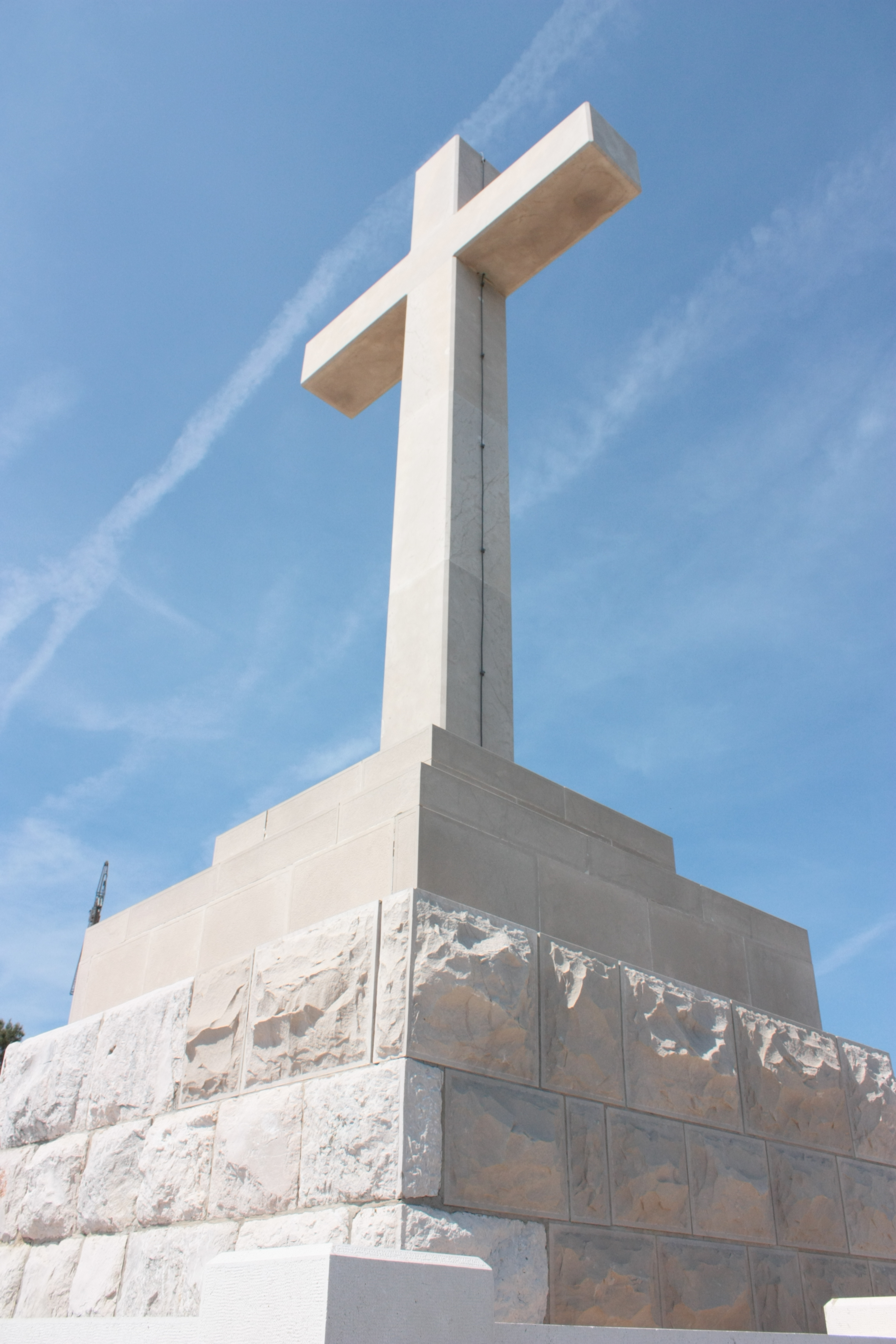
Korset på Srđ, ett minnesmärke på berget.

Srđ och höjdsträckningen har genom historien spelat en viktig roll i staden Dubrovniks historia. De har bland annat gett skydd från Boravinden och skyddat den historiska stadsstaten republiken Dubrovnik från återkommande invasioner.   
Sedan Napoleon I styrkor intagit republiken Dubrovnik påbörjades uppförandet av befästningen Imperijal i början av 1800-talet på bergets topp. Den kortvariga franska ockupationen avslutades 1815 då Dubrovnik och Srđ genom Wienkongressen kom att tillfalla kejsardömet Österrike. De österrikiska myndigheterna stationerade soldater i befästningen och det var under österrikarna som befästningen fick sin nuvarande form.
Under det kroatiska självständighetskriget 1991-1995 kom befästningen och berget att spela en viktig roll i stadens försvar. Den 1 oktober 1991 förstörde det jugoslaviska flygvapnet den kroatiska televisionens TV-mast på befästningens västra sida. Den 6 december samma år lyckades den jugoslaviska armén, bestående av serbiska och montenegrinska styrkor, att ta sig ända fram till befästningen. Under anfallet förstördes korset på Srđ, ett av stadens mer framstående minnesmärken och landmärken. Det återuppfördes 1997. Idag rymmer en del av befästningen ett museum med självständighetskriget som tema. 

## Infrastruktur
Srđ går att nå via linbanan Srđ, med bil och till fots.